# Paullinia
Paullinia ist eine Pflanzengattung aus der Familie der Seifenbaumgewächse (Sapindaceae). Die etwa 195 Arten sind fast alle nur in der Neotropis verbreitet.

## Verbreitung
Fast alle Arten der Gattung sind im tropischen bis subtropischen Amerika heimisch; einzig die Art Paullinia pinnata ist in Amerika und im tropischen Afrika verbreitet.

## Beschreibung
Die Vertreter der Gattung Paullinia wachsen als verholzende immergrüne Kletterpflanzen. Die Laubblätter sind unpaarig gefiedert. Nebenblätter sind vorhanden.
Es sind einhäusig getrenntgeschlechtige Pflanzen (monözisch). Der traubige Blütenstand besitzt am Ende der Spindel auch zwei Klimmranken; sie stehen in den Blattachseln oder kauliflor (stammblütig) an Stamm und Ästen. Die eingeschlechtigen Blüten sind leicht zygomorph. Es sind vier bis fünf ungleich gestaltete Kelchblätter und vier Kronblätter vorhanden. Die acht Staubblätter besitzen unbehaarte Staubbeutel. Der Fruchtknoten ist dreikammerig mit jeweils einer Fruchtanlage in jeder Kammer. Der Griffel endet dreigeteilt. Die dreigeteilte Kapselfrucht gibt beim Aufreißen die schwarzen Samen mit einer Sarkotesta frei.

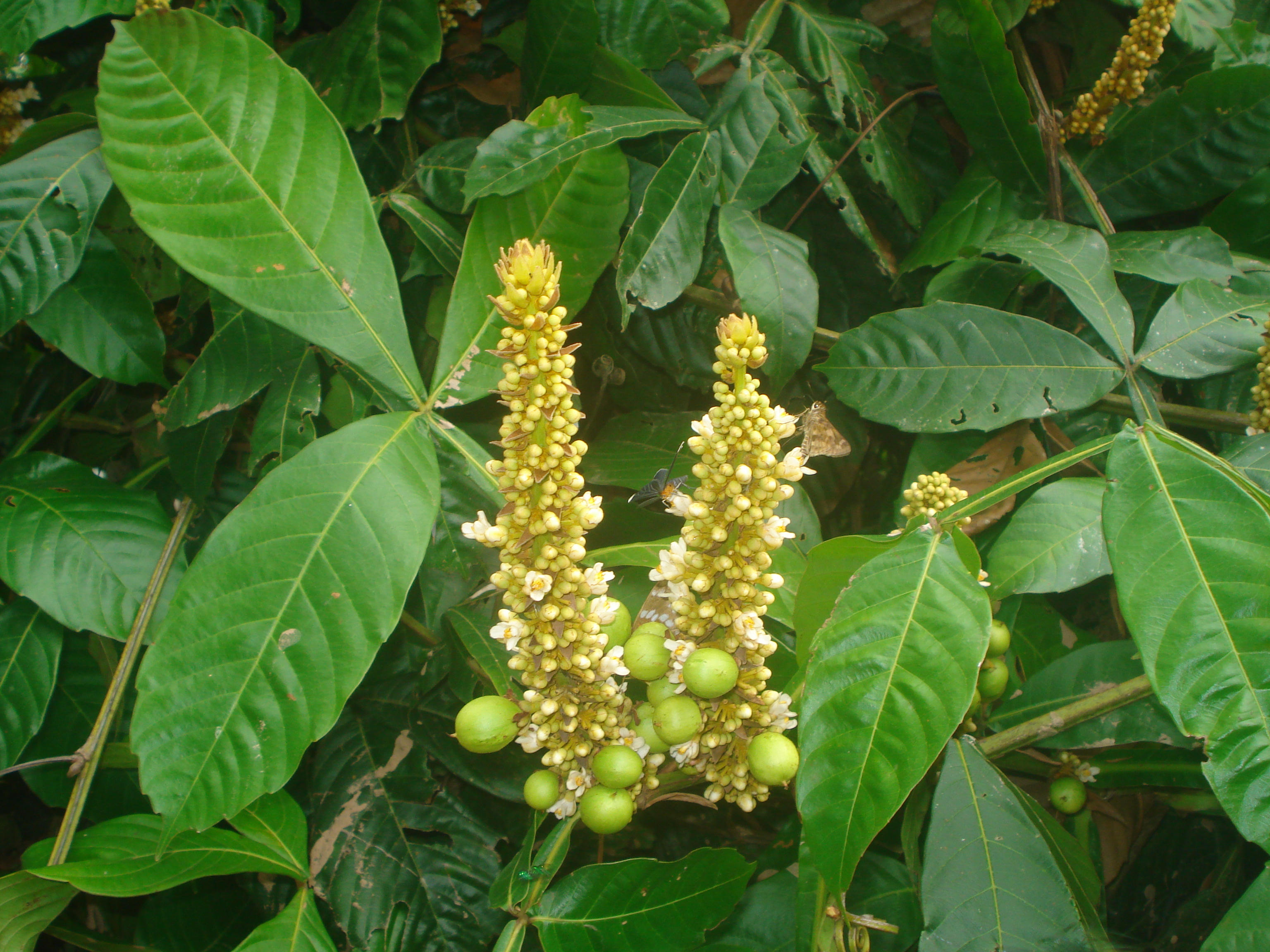
Paullinia clavigera

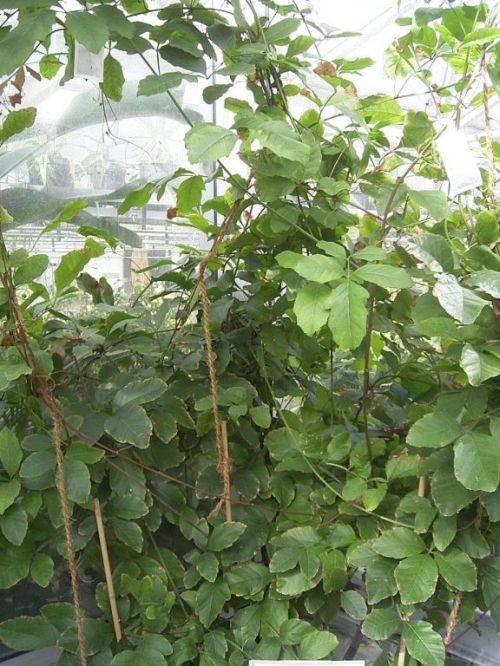
Guaraná (Paullinia cupana)

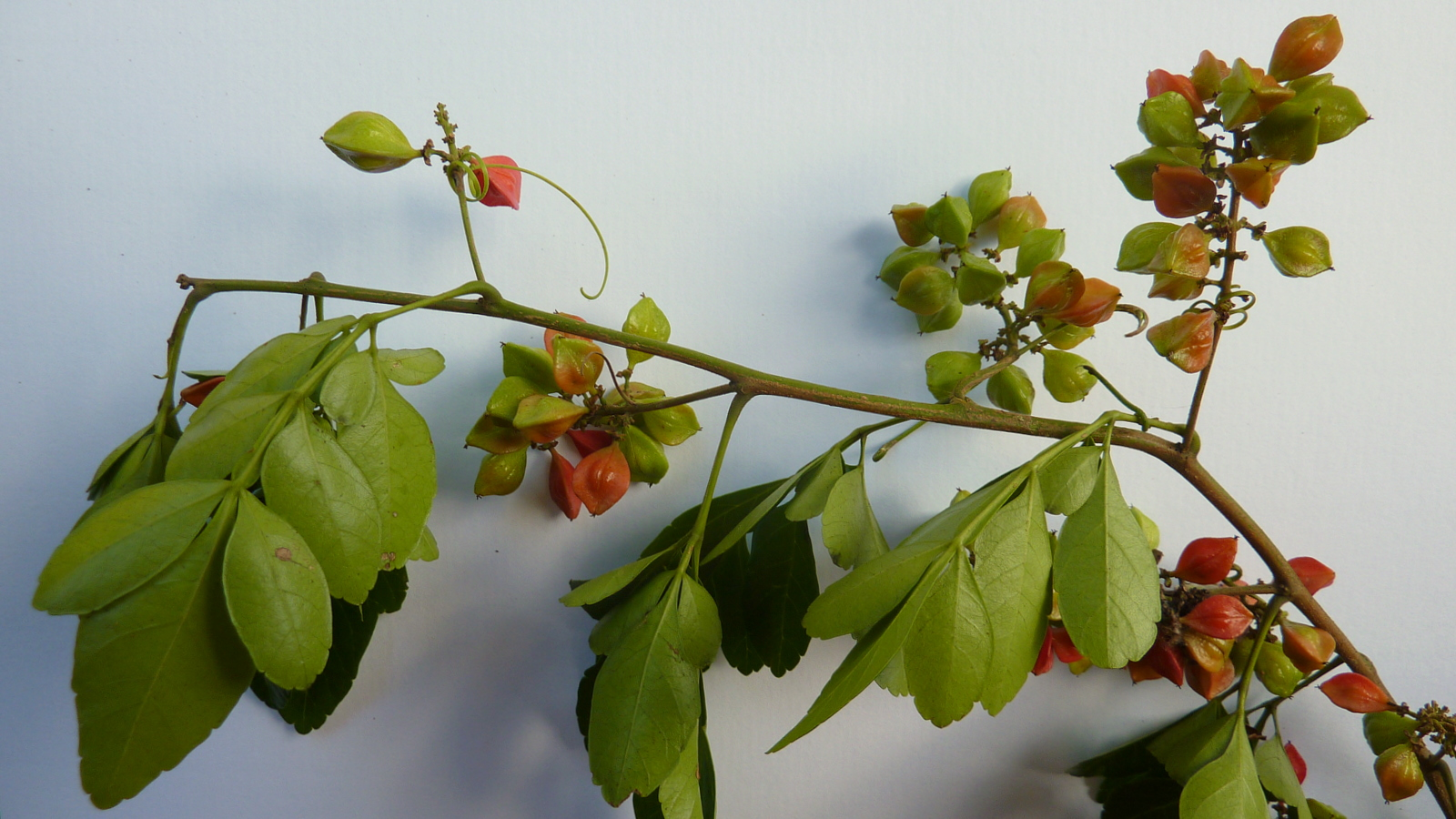
Paullinia trigonia

## Systematik
Als offizielle Erstbeschreibung gilt die Auflistung der Gattung 1753 im Werk Species Plantarum des schwedischen Naturwissenschaftlers Carl von Linné.  Mit dem Gattungsnamen wird der deutsche Arzt Simon Pauli der Jüngere (1603–1680) geehrt. In der Gattung werden etwa 195 Arten unterschieden. Hier eine Artenauswahl: 
- Paullinia acuminata Uittien: Suriname.[5]
- Paullinia acutangula Pers.: Kolumbien, Ecuador, Peru, Bolivien, nördliches Brasilien.[6]
- Paullinia alata (Ruiz & Pav.) G.Don (Syn.: Paullinia rhizantha Poepp. & Endl.): Panama, Trinidad und Tobago, westlichen und nördliches Südamerika, Brasilien.[5]
- Paullinia barbadensis Jacq.: Jamaika.[6]
- Paullinia bilobulata Radlk.: Westliches Südamerika bis nördliches Brasilien.[6]
- Paullinia boliviana Radlk. ex Rusby: Westliches Brasilien bis nördliches Bolivien.[6]
- Paullinia bracteosa Radlk.: Nicaragua bis tropisches Südamerika.[6]
- Paullinia brentberlinii Croat: Westliches Südamerika.[6]
- Paullinia caloptera Radlk.: Tropisches Südamerika.[6]
- Paullinia clathrata Radlk.: Nördliches Brasilien bis Bolivien.[6]
- Paullinia capreolata (Aubl.) Radlk. (Syn.: Paullinia faginea Radlk.): Costa Rica bis tropisches Südamerika.[6]
- Paullinia clavigera Schltdl.: Mexiko bis tropisches Südamerika.[6]
- Paullinia cuneata Radlk. (Syn.: Paullinia quercifolia Rusby): Brasilien, Bolivien und Peru.[5]
- Guaraná (Paullinia cupana Kunth): Guayana, Venezuela, Brasilien, Ecuador und Peru.[5]  Mit der Varietät:
  - Paullinia cupana var. sorbilis (Mart.) Ducke
- Paullinia cururu L.: Mexiko, Guatemala, Honduras, Belize.[5]
- Paullinia dasystachya Radlk.: Costa Rica bis Bolivien und nördliches Brasilien.[6]
- Paullinia elegans Cambess. (Syn.: Paullinia ribesiicarpa Rusby, Paullinia tatei Rusby): Südamerika.[5]
- Paullinia eriocarpa Triana & Planch.: Kolumbien, Ecuador, Peru, Brasilien.[5]
- Paullinia fuscescens Kunth: Mexiko bis Venezuela und Trinidad.[5]
- Paullinia grandifolia Benth. ex Radlk.: Mittelamerika und tropisches Südamerika.[6]
- Paullinia hemiptera D.R.Simpson: Nördliches Peru bis nordöstliches Bolivien und nördliches Brasilien.[6]
- Paullinia hystrix Radlk.: Peru bis Bolivien und nördliches Brasilien.[6]
- Paullinia imberbis Radlk.: Tropisches Südamerika.[6]
- Paullinia ingifolia Rich. ex Juss.: Costa Rica bis tropisches Südamerika.[6]
- Paullinia leiocarpa Griseb.: Kolumbien, Guayana, Venezuela, Brasilien und Trinidad.[5]
- Paullinia macrophylla Cambess.: Kolumbien.[5]
- Paullinia mariae J.F.Macbr.: Südliches Kolumbien bis westliches Bolivien.[6]
- Paullinia neglecta Radlk.: Peru.[6]
- Paullinia obovata (Ruiz & Pav.) Pers.: Costa Rica bis Bolivien und nördliches Brasilien.[6]
- Paullinia pachycarpa Benth.: Westliches Südamerika bis Venezuela.[6]
- Paullinia pinnata L. (Syn.: Paullinia pendulifolia Rusby): Tropisches Afrika, Madagaskar, Mexiko bis Venezuela und Peru, Karibische Inseln, Paraguay und Argentinien.[5]
- Paullinia platymisca Radlk.: Nördliches und östliches Bolivien bis Brasilien.[6]
- Paullinia riparia Kunth (Syn.: Serjania nodosa (Jacq.) Radlk.): Jamaika.[6]
- Paullinia rugosa Benth. ex Radlk.: Panama, Kolumbien, Bolivien, Brasilien.[5]
- Paullinia sphaerocarpa Rich. ex Juss.: Tropisches Südamerika.[6]
- Paullinia spicata Benth.: Tropisches Südamerika.[6]
- Paullinia stellata Radlk.: Tropisches Südamerika.[6]
- Paullinia subnuda Radlk.: Costa Rica bis tropisches Südamerika.[6]
- Paullinia tarapotensis Radlk.: Ecuador bis nordöstliches Bolivien und nördliches Brasilien.[6]
- Paullinia thalictrifolia Juss.: Brasilien.[5]
- Paullinia tricornis Radlk.: Guayana, Französisch-Guayana und Suriname.[5]
- Paullinia trigonia Vell.: Brasilien.[5]
- Paullinia turbacensis Kunth: Guatemala, Honduras, Nicaragua und Kolumbien.[5]
- Paullinia yoco R.E.Schult. & Killip: Kolumbien, Ecuador und Peru.[5]

## Botanische Geschichte
Charles Plumier stellte 1703 die beiden Gattungen Serjania und Cururu auf und beschrieb jeweils drei Arten. Carl von Linné vereinigte beide Gattungen jedoch zur neuen Gattung Paullinia. Erste Beschreibungen unter dieser Gattungsbezeichnung  durch Linné befinden sich im Hortus Cliffortianus, in dem er alle sechs von Plumier beschriebenen Arten auflistet und auf sie als Synonyme verweist. Auch in Species Plantarum von 1753 finden sich die durch Plumier beschriebenen Arten wieder; in diesem Werk tragen sie die binären Artnamen Paullinia seriana, Paullinia mexicana, Paullinia polyphylla (bei Plumier Serjania), Paullinia cururu, Paullinia curassavica und Paullinia pinnata (bei Plumier Cururu) und werden durch eine weitere Art Paullinia asiatica ergänzt.

## Nutzung
Die geschälten und getrockneten Samen der Guaraná enthalten beachtliche Mengen an Koffein und werden zur Herstellung anregender Getränke verwendet. Aus der Paullinia pinnata werden giftige Bestandteile als Pfeilgift oder als Fischgift zur Fischerei verwendet.